# Deutscher Verband für Podologie
Der Deutsche Verband für Podologie (ZFD) e.V. (bis 2016 Zentralverband der Podologen und Fußpfleger Deutschlands e.V.) mit seiner eingetragenen Wort-Bild-Marke podo deutschland ist eine deutsche, bundesweit tätige Berufsorganisation und Interessenvertretung von Podologen in Deutschland. Sitz der Dachorganisation mit seiner Geschäftsstelle ist Kassel in Hessen. Der Verband existiert in einer föderalistischen Organisation als Gesamtverband (Dachverband mit seinen Landesverbänden).

## Geschichte
Der Verband wurde im Jahr 1955 gegründet und setzte sich für die bundeseinheitliche Regelung und Weiterentwicklung der Berufsausbildung von anfänglich nur Fußpflegern, heute Podologen, ein. In den 1960er Jahren wurde eine qualifizierte Ausbildung für diesen Berufszweig entwickelt.
1983 folgte die landesrechtliche Regelung der Ausbildung zum „Med. Fußpfleger – staatl. anerkannt“. Der ZFD gründete 1983 die erste staatliche Berufsfachschule für Medizinische Fußpflege in Braunschweig. Sie bildete erstmals in zweijährigem Vollzeitunterricht in Theorie und Praxis aus und führte zur staatlichen Abschlussprüfung.
Diese Bemühungen bildeten die Grundlage für das Podologengesetz (PodG) vom 2. Januar 2002. Seitdem sind die Berufsbezeichnungen „Podologe/-in“ bzw. „Med. Fußpfleger/-in“ geschützt und stehen in Abgrenzung zur rein kosmetischen Fußpflege. Podologe/-in ist ein staatlich anerkannter Gesundheitsberuf. Die Ausbildung zum Podologen/zur Podologin ist inzwischen an rund 50 Berufsfachschulen bundesweit möglich (Stand April 2015).
Die Etablierung des Berufes Podologe/-in führte im Jahre 2015 zur Änderung des Verbandsnamens, der die Entwicklung widerspiegelt – aus dem Zentralverband der Podologen und Fußpfleger Deutschlands e.V. (ZFD) wurde der Deutsche Verband für Podologie (ZFD) e.V.

## Aufgaben, Ziele und Tätigkeiten und Fachzeitschrift
Der Dachverband verfolgt als Berufsorganisation und Interessenvertretung seiner Mitglieder mehrere Ziele. So will er aktiv die Gesundheitspolitik mitgestalten, den Beruf des Podologe/Podologin im Gesundheitssystem verankern und Ansprechpartner für Politik, Ministerien, Krankenkassen, Gesundheits- und Verwaltungsbehörden sein.
Im Bereich Ausbildung setzt er sich für eine Weiterentwicklung, Qualitätssicherung und die Förderung des Nachwuchses ein. Den Mitgliedern des Verbandes wird eine kontinuierliche Fort- und Weiterbildung durch regionale und überregionale Arbeitstagungen, fachspezifische Seminare und den jährlich stattfindenden FUSS - Fachkongress geboten. Austausch und Zusammenarbeit mit der entsprechenden Industrie steht ebenso auf dem Programm, wie die Information der Patienten und der Öffentlichkeit über das Thema Fußgesundheit, die Tragweite von Fußproblemen und geeignete podologische Therapiemöglichkeiten.
Über die Fachzeitschrift Der FUSS informiert der Berufsverband über Arbeitsmethoden und Arbeitsmaterialien in der podologischen Praxis, neue gesetzliche oder behördliche Bestimmungen, Möglichkeiten der interdisziplinären Zusammenarbeit und medizinische und branchenspezifische Entwicklungen. 

## Organisationsstruktur
Der der Deutsche Verband für Podologie (ZFD) e.V. wird auf Bundesebene durch das Präsidium vertreten. Das Präsidium besteht aus drei gewählten Mitgliedern und bis zu zwei Beisitzern. Juristisch beraten wird das Präsidium von seinem Justiziar. Die Präsidiumsmitglieder werden von der Bundesjahreshauptversammlung für jeweils vier Jahre gewählt.
Der Verband existiert in einer föderalistischen Organisation (Dachverband mit seinen Landesverbänden). Dabei ist der Verband in neun eigenständigen Landesverbänden organisiert, die als selbständige juristische Personen ihre Mitglieder vor Ort betreuen: Die Landesverbände Baden-Württemberg, Bayern, Berlin und Brandenburg, Hessen-Thüringen, Niedersachsen und Bremen, West, Saar, Sachsen-Anhalt. Die Vorstände der Landesverbände repräsentieren ihre Mitglieder im Bundesverband.

### Präsidenten
| Zeitraum      | Präsident          | von Landesverband            |
| ------------- | ------------------ | ---------------------------- |
| 1955 bis 1956 | Paul Rath          | Nordrhein-Westfalen          |
| 1957 bis 1963 | Hans Froschmaier   | Bayern                       |
| 1963 bis 1991 | Karl-Heinz Hamme   | Nordrhein-Westfalen          |
| 1991 bis 1999 | Karl-Dieter Hoeper | Nordrhein-Westfalen          |
| 1999 bis 2011 | Alfons Pöppinghaus | Nordrhein-Westfalen          |
| 2011 bis 2015 | Dirk Reher         | Hamburg - Schleswig-Holstein |
| 2015 bis 2016 | Mechtild Geismann  | Nordrhein-Westfalen          |
| 2016 bis 2019 | Annett Biedermann  | Sachsen-Anhalt               |
| 2019 bis 2023 | Ruth Trenkler      | Bayern                       |
| ab 2023       | Martina Schmidt    | Hessen - Thüringen           |